# Le Ministère de la Sale Guerre
Pour plus de détails, voir Fiche technique et Distribution.
Le Ministère de la Sale Guerre ou Le Ministère des opérations clandestines au Québec (The Ministry of Ungentlemanly Warfare) est un film américano-britannique réalisé par Guy Ritchie et sorti en 2024. Il s'agit d'une adaptation de l'ouvrage du même nom de l'auteur britannique Damien Lewis, inspiré d'une unité spéciale de soldats britanniques durant la Seconde Guerre mondiale, le Special Operations Executive.
Le film sort en salles dans certains pays. Il reçoit des critiques mitigées et est un échec commercial.

## Synopsis
Fin 1941, au plus fort de la Seconde Guerre mondiale, le Royaume-Uni tente de stopper les tentatives de l'Allemagne nazie de contrôler l'Europe. Par ailleurs, Londres subit régulièrement des bombardements de la part de la Luftwaffe. Alors que les États-Unis n'ont pas encore officiellement rejoint la guerre, le brigadier Colin Gubbins, alias « M », assisté de Ian Fleming et soutenu par le Premier ministre Winston Churchill, se prépare à lancer l'opération Postmaster. Cette mission de sabotage, clandestine, est destinée à perturber le réapprovisionnement des sous-marins nazis sur l'île contrôlée par les Espagnols, Fernando Po en Guinée équatoriale. Alors que deux agents du SOE Marjorie Stewart et Frederich Heron partent en train, Gubbins fait appel au commando renégat Gus March-Phillipps (en), aujourd'hui incarcéré. Celui-ci est chargé de rassembler une équipe au sol afin de détruire notamment le navire de ravitaillement italien Duchessa d'Aosta.
Sur le chalutier de pêche suédois Maid of Honor, Gus part donc avec son équipe composée des Britanniques Graham Hayes, Freddy Alvarez et d'Anders Lassen, officier de marine danois. Ils retrouvent dans une prison locale Geoffrey Appleyard (en) du SOE, qui avait été capturé par la Gestapo. Ils tuent quasiment tout le monde sur place et partent vers une partie des îles Canaries contrôlée par les nazis.
Pendant ce temps, arrivant tôt sur Fernando Po, Marjorie et Heron utilisent la salle de jeu « illégale » de ce dernier pour recruter des renforts pour l'équipe de Gus tandis que Marjorie séduit Heinrich Luhr, le commandant SS en charge des lieux. En apprenant que la Duchesse a l'intention de partir trois jours avant la date prévue, Gus fait naviguer son équipage à travers un blocus naval britannique de l'Afrique de l'Ouest occupée par les nazis, tout en sachant qu'ils seront arrêtés — même par les Britanniques — si leur mission non autorisée était découverte.
La nuit du raid prévu, Marjorie et Heron apprennent que Luhr a fait renforcer la coque de la Duchessa, malgré les réserves de l'attaché italien. À peine avertis à temps, Gus et Appleyard décident que leur meilleur plan d'action est de détourner les navires et de les utiliser comme monnaie d'échange après qu'une taupe dans l'état-major de Gubbins ait révélé la mission au commandement supérieur. Bien que Luhr finisse par comprendre que Marjorie est une ennemie, le raid est finalement réussi. Marjorie tire une balle dans la tête de Luhr. En livrant les bateaux à la flotte britannique à l'extérieur de Lagos, l'équipe est néanmoins arrêtée.
En attendant d'être traduits en cour martiale, Gus et ses hommes reçoivent la visite de Churchill. Il leur révèle finalement qu'ils sont graciés et qu'ils vont désormais opérer sous ses ordres, car leurs actions non autorisées ont non seulement gravement endommagé la force navale des nazis, mais ont également permis l'entrée en guerre des États-Unis à la suite de l'attaque japonaise sur Pearl Harbor.
Générique de fin
Un montage final révèle les activités post-opérationnelles de plusieurs protagonistes : Gus est devenu un héros de guerre et dirigera plusieurs raids similaires pendant la guerre avant d'épouser Marjorie au début de sa carrière d'actrice ; Appleyard recevra plusieurs éloges pour son rôle dans la mission, au grand amusement du roi George VI ; Hayes deviendra un espion accompli résistant notamment à un an de torture nazie ; Lassen participera à des raids en dehors du groupe jusqu'à sa mort en 1945 ; Ian Fleming, qui faisait partie du cercle restreint de Gubbins à cette époque, utilisera l'Opération Postmaster comme base d'inspiration pour ses romans James Bond

## Fiche technique
Sauf indication contraire, les informations mentionnées dans cette section peuvent être confirmées par la base de données cinématographiques IMDb,  présente dans la section « Liens externes ».
- Titre français : Le Ministère de la Sale Guerre
- Titre québécois : Le Ministère des opérations clandestines
- Titre original : The Ministry of Ungentlemanly Warfare
- Réalisation : Guy Ritchie
- Scénario : Guy Ritchie, Arash Amel, Eric Johnson et Paul Tamasy, d'après The Ministry of Ungentlemanly Warfare: How Churchill's Secret Warriors Set Europe Ablaze and Gave Birth to Modern Black Ops de Damien Lewis
- Musique : Christopher Benstead
- Direction artistique : Heather Noble
- Décors : Martyn John
- Costumes : Loulou Bontemps
- Photographie : Ed Wild
- Montage : James Herbert
- Production : Ivan Atkinson, Jerry Bruckheimer, John Friedberg et Chad Oman

Producteurs délégués : Olga Filipuk, Eric Johnson, Scott LaStaiti, Damien Lewis et Paul Tamasy
Coproducteur : Niall Perrett
- Sociétés de production : Jerry Bruckheimer Films, Black Bear Pictures, Toff Guy Films, Red Sea Film Fund, C2 Motion Picture Group et Media Capital Technologies
- Sociétés de distribution : Prime Video (France), Lionsgate (États-Unis)
- Budget : 60 millions de dollars[2]
- Pays de production :  États-Unis,  Royaume-Uni
- Langue originale : anglais
- Format : couleur
- Genre : guerre, espionnage historique, action, comédie
- Durée : 120 minutes
- Date de sortie[3] :
  - États-Unis, Canada : 19 avril 2024
  - France : 25 juillet 2024 (sur Prime Video)

## Distribution
- Henry Cavill (VF : Adrien Antoine ; VQ : Patrice Dubois): Gus March-Phillipps (en)
- Alan Ritchson (VF : Julien Allouf ; VQ : Christian Perrault) : Anders Lassen
- Alex Pettyfer (VF : Thomas Roditi ; VQ : Philippe Martin) : Geoffrey Appleyard (en)
- Eiza González (VF : Elisabeth Ventura ; VQ : Catherine Brunet) : Marjorie Stewart
- Babs Olusanmokun (VF : Alex Fondja ; VQ : Fayolle Jean Jr.) : M. Heron
- Cary Elwes (VF : Pierre Tessier ; VQ : Antoine Durand) : Brigadier "M" Gubbins
- Hero Fiennes-Tiffin (VF : Gauthier Battoue ; VQ : Alexandre Bacon) : Henry Hayes
- Henry Golding (VF : Eilias Changuel ; VQ : Maël Davan-Soulas) : Freddie Alvarez
- Rory Kinnear (VF : Xavier Fagnon ; VQ : Tristan Harvey) : Winston Churchill
- Til Schweiger (VF : Jochen Hägele ; VQ : Frédéric Desager) : Heinrich Luhr
- Freddie Fox (VF : Cyril Descours) : Ian Fleming
- James Wilby (VF : Gabriel Le Doze) : Viscount Algernon
- Henry Zaga (VF : Benjamin Penamaria) : le capitaine Binea
- Danny Sapani (VF : Thierry Desroses ; VQ : Manuel Tadros) : Kambili Kalu
- Bikiya Graham-Douglas : Mme Igbokwe

## Production

### Genèse et développement
En 2015, Paramount Pictures acquiert les droits du livre The Ministry of Ungentlemanly Warfare: How Churchill’s Secret Warriors Set Europe Ablaze and Gave Birth to Modern Black Ops de Damien Lewis. En février 2021, il est annoncé que Guy Ritchie va réaliser le film,. Jerry Bruckheimer produit le film.
En octobre 2022, Henry Cavill et Eiza González sont annoncés dans les rôles principaux, alors que la Paramount a finalement quitté le projet. En février 2023, Alan Ritchson, Henry Golding, Alex Pettyfer ou encore Cary Elwes rejoignent le film.

### Tournage
Le tournage débute en février 2023. Il se déroule en Turquie, notamment à Antalya. Les prises de vues s'achèvent en avril 2023.

## Sortie et accueil

### Date de sortie
En février 2023, il est annoncé que Lionsgate a acquis les droits de distribution pour le sol américain et prévoit une sortie à grande échelle courant 2024. Il est précisé que Black Bear International a par ailleurs vendu les droits dans le reste du monde, notamment pour l'Europe et l'Asie, à Prime Video. Il sort en France en juillet 2024 sur Prime Video.

### Critique
Sur le site d'agrégation de critiques Rotten Tomatoes, le film obtient 70 % d'avis favorables, pour 73 critiques et une note moyenne de 6,3⁄10. Le consensus suivant résumé les avis collectés : « Transformant une histoire vraie de bravoure en un film d'action à indice d'octane élevé et riche en spectacle sinon en suspense, The Ministry of Ungentlemanly Warfare est une autre entrée solide dans le panthéon de Guy Ritchie. » Sur le site Metacritic, qui utilise une moyenne pondérée, le film obtient la note de 57⁄100 pour 31 critiques.

### Box-office
Au États-Unis et au Canada, The Ministry of Ungentlemanly Warfare sort le 19 avril 2024 face à Abigail et Spy × Family Code: White. Projeté dans 2 700 salles, il doit réaliser entre 5 et 8 millions de dollars pour son premier week-end selon les estimations.